# Lapeirousia coerulea
Lapeirousia coerulea är en irisväxtart som beskrevs av Schinz. Lapeirousia coerulea ingår i släktet Lapeirousia och familjen irisväxter. Inga underarter finns listade i Catalogue of Life.